# 5981 Kresilas
Az 5981 Kresilas (ideiglenes jelöléssel 2140 P-L) a Naprendszer kisbolygóövében található aszteroida. Cornelis Johannes van Houten,  Ingrid van Houten-Groeneveld,  Tom Gehrels fedezte fel 1960. szeptember 24-én.